# الوک شارما
الوک شارما انگلیسی: Alok Sharma؛ زادهٔ ۷ سپتامبر ۱۹۶۷ یک سیاست‌مدار اهل بریتانیا است که از سال ۲۰۲۱ به عنوان رئیس همایش COP26 و وزیر در دفتر کابینه خدمت می‌کند.
به‌منظور تمرکز بر امور کنفرانس تغییرات آب‌وهوایی او موقتاً از پست خود استعفا داد ولی شارما موقعیت کامل کابینه را حفظ می‌کند. شارما از سال ۲۰۱۰ عضو محافظه کار پارلمان به عنوان نمایندهٔ «ریدینگ وست» بوده‌است.
شارما از سال ۲۰۱۷ تا ۲۰۱۸ در دولت ترزا می نخست‌وزیر به عنوان معاونت وزیر در امور مسکن و از سال ۲۰۱۸ تا ۲۰۱۹ به عنوان معاونت وزیر کابینه در امور کار خدمت کرد. سال ۲۰۱۸ تا ۲۰۱۹ به عنوان معاونت وزیر امور خارجه خدمت کرد. در سال ۲۰۱۹، از سوی نخست‌وزیر بوریس جانسون به عنوان وزیر کابینه در امور بین‌الملل منصوب شد. او در ترمیم کابینه ۲۰۲۰ به سمت وزیر کابینه در امور بازرگانی، انرژی و استراتژی صنعتی ارتقا یافت، دفتری که تا سال ۲۰۲۱ در آن خدمت کرد.